# Heteranthus
Heteranthus is een geslacht van zeeanemonen uit de klasse van de Anthozoa (bloemdieren).

## Soorten
- Heteranthus insignis Carlgren, 1943
- Heteranthus verruculatus Klunzinger, 1877